# Marek Kinczyk
Marek Andrzej Kinczyk (ur. 14 maja 1964 w Bytomiu) – polski samorządowiec, polityk i menedżer, prezydent Bytomia w latach 1996–1998.

## Życiorys

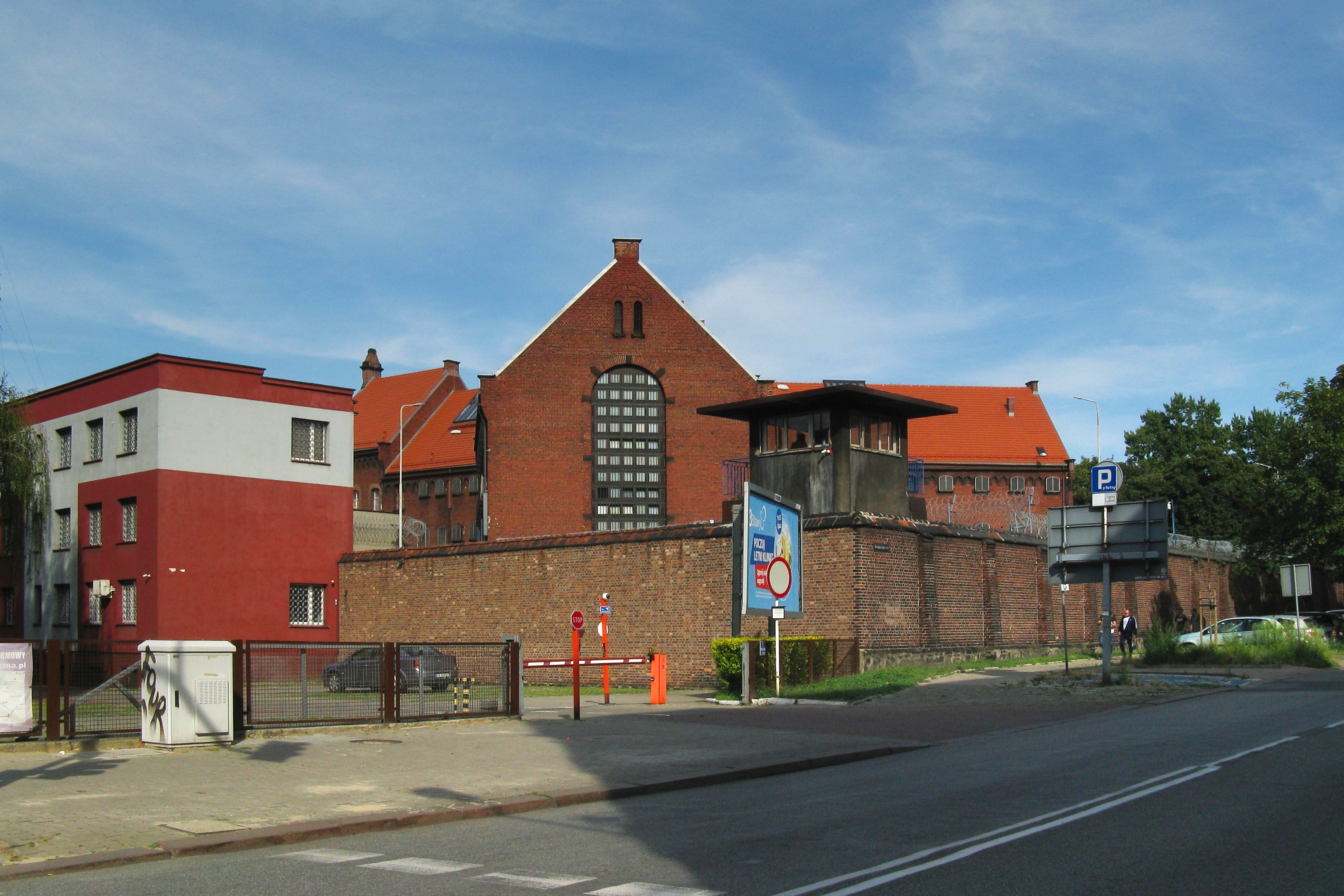
Areszt Śledczy w Katowicach, w którym osadzono Marka Kinczyka w 1982 roku (2020)

Jego rodzicami są Władysław i Maria. Ukończył I Liceum Ogólnokształcące im. Jana Smolenia w Bytomiu. Należał do Ruchu Młodzieży Niepodległej (Bytomskich Dzieci) – nieformalnej organizacji licealnej, zawiązanej 6 lutego 1982 roku. Został aresztowany 19 marca 1982 roku i osadzony w Areszcie Śledczym w Katowicach. Pisał maturę 10 i 11 maja 1982 roku, na którą dowieziono go z aresztu w Katowicach, gdzie przebywał jako podejrzany prowadzenia antyrządowej działalności konspiracyjnej (kolportaż ulotek – podczas przeszukania znaleziono w jego miejscu zamieszkania szereg antypaństwowych pism i ulotek). 17 maja 1982 roku Sąd Śląskiego Okręgu Wojskowego na posiedzeniu w Katowicach skazał go na rok więzienia w zawieszeniu na 3 lata oraz otrzymał dozór kuratorski. Dzień później został zwolniony z aresztu. Ze względu na swoją wrogą antypaństwową działalność nie zostało mu wydane zezwolenie na sportowe pływanie morskie w latach 1982–1986. Ukończył studia z filologii angielskiej.
Od 1992 roku należał do bytomskiego koła Unii Wolności. Zajmował stanowisko wiceprezydenta Bytomia. Piastował urząd prezydenta Bytomia w latach 1996–1998 – był najmłodszą osobą na tym stanowisku, rządził z ramienia Unii Wolności w koalicji z Sojuszem Lewicy Demokratycznej. Z początkiem 1998 roku został powołany na pełniącego funkcję organów gminy. 26 sierpnia 1998 roku premier Jerzy Buzek podjął decyzję o odwołaniu Marka Kinczyka z tegoż stanowiska; poprzedziło ją pismo wojewody katowickiego Marka Kempskiego do Ministerstwa Spraw Wewnętrznych i Administracji, w którym prosił wicepremiera Janusza Tomaszewskiego o odwołanie Marka Kinczyka z zajmowanego stanowiska. Jego następcą został wówczas rządowy komisarz Jacek Brzezina. Przez cztery lata po odwołaniu był następnie radnym Bytomia. Został członkiem zarządu Komunikacyjnego Związku Komunalnego Górnośląskiego Okręgu Przemysłowego w latach 1994–1998. W 1999 roku został członkiem Rady Społecznej Szpitala Specjalistycznego Nr 2 w Bytomiu. W 2001 roku miał być kandydatem Platformy Obywatelskiej do Sejmu w polskich wyborach parlamentarnych; w wyniku zatargu z Januszem Paczochą, którego pozwał do sądu, został skreślony wraz z nim z listy decyzją liderów partii.
Około 2011 roku był zatrudniony w firmie, która zajmowała się obsługą dystrybucji funduszy unijnych. Wycofał się z działalności w ruchu samorządowym, pracował m.in. w: IMC Polska, Zakładzie Budynków Miejskich, Polskiej Sieci Doradców Biznesu, Fundacji Dla Równości Szans „Wspólnota”, WYG International, Euro Quorum, Emiter PR, Terra Novie.

## Nagrody
Za swoją działalność konspiracyjną podczas stanu wojennego otrzymał w 2014 Krzyż Wolności i Solidarności postanowieniem prezydenta Bronisława Komorowskiego. Przyznano mu także Złotą Honorową Odznakę Regionalnej Izby Gospodarczej w Katowicach w uznaniu zasług na rzecz rozwoju przedsiębiorczości w 2016 roku.